# Saison 47 d'Alerte Cobra
Chronologie
Saison 46 Saison 48
Cet article présente le guide des épisodes la quarante-septième saison de la série télévisée Alerte Cobra.

## Distribution

### Acteurs principaux
- Erdoğan Atalay : Sami Gerçan
- Pia Stutzenstein : Victoria « Vicky » Reisinger
- Patrick Kalupa : Roman Kramer
- Gizem Emre : Dana Gerçan Wegner
- Nicolas Wolf : Max Tauber
- Christopher Patten : Marc Schaffrath

### Acteurs récurrents
- Özay Fecht : Selma Gerçan
- Nyamandi Adrian : Mo Aguta
- Joscha Kiefer : Stefan Leitner
- Kazim Demirbas : Osman Bari

## Diffusion
En Allemagne, la saison a été diffusée du 20 août 2020 au 24 septembre 2020, sur RTL Television.
En France, la saison est diffusée du 5 au 19 juillet 2023, sur NRJ 12.

## Épisodes

### Épisode 1:Nouveau départ
- Allemagne : 20 août 2020 sur RTL Television
- France : 5 juillet 2023 sur NRJ 12

Arrivée de Vicky Reisinger, Max Tauber, Roman Kramer et Marc Schaffrath.

### Épisode 2:Toute la vérité
- Allemagne : 20 août 2020 sur RTL Television
- France : 5 juillet 2023 sur NRJ 12

### Épisode 3:Joli nouveau monde
- Allemagne : 27 août 2020 sur RTL Television
- France : 12 juillet 2023 sur NRJ 12

### Épisode 4:Collision
- Allemagne : 3 septembre 2020 sur RTL Television
- France : 12 juillet 2023 sur NRJ 12

### Épisode 5:Précipice
- Allemagne : 10 septembre 2020 sur RTL Television
- France : 12 juillet 2023 sur NRJ 12

Quand une jeune femme est retrouvée noyée dans sa voiture, tout le monde soupçonne son beau-père, mais celui-ci jure qu'il n'y est pour rien. Il admet cependant avoir eu une liaison avec la victime... 

### Épisode 6:Un long chemin
- Allemagne : 17 septembre 2020 sur RTL Television
- France : 19 juillet 2023 sur NRJ 12